# Fluid
Fluid er en fællesbetegnelse for væsker og gasser. Begrundelsen for fællesbetegnelsen er at strømningsegenskaberne hovedsagelig kan beskrives på samme måde. Når det er tale om lagdeling i fluider, bruges begrebet baroklinitet.